# Boulevard Héloïse
Le boulevard Héloïse est une des voies d'Argenteuil dans le Val-d'Oise. Il suit le tracé de la route départementale 909, anciennement route nationale 309.

## Situation et accès

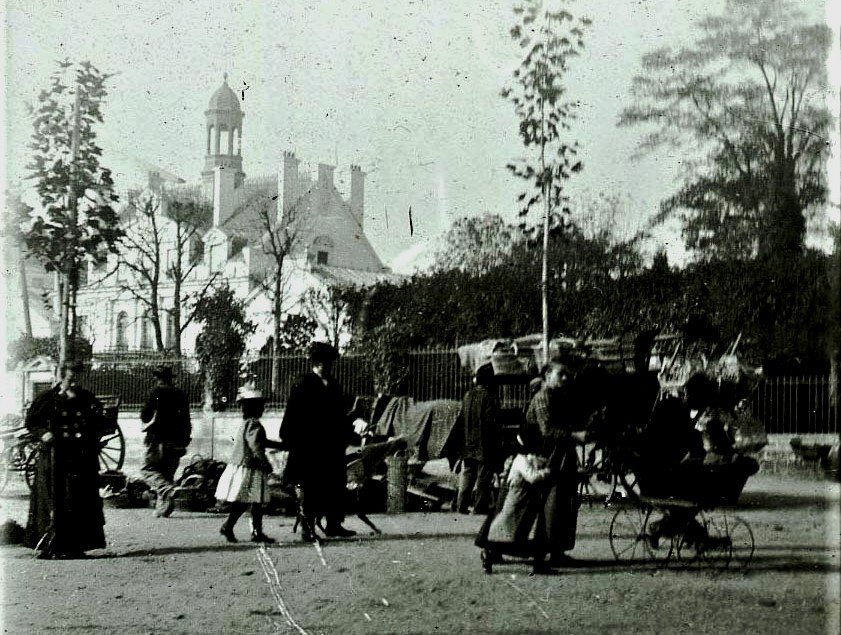
Avant-guerre, le boulevard Héloïse et l'ancienne mairie, aujourd'hui conservatoire municipal.

Ce boulevard est accessible par la gare d'Argenteuil.
Orientée du sud-ouest au nord-ouest, il commence son trajet au bord de la Seine. Outre l'avenue Gabriel-Péri qui mène au pont d'Argenteuil, il rencontre notamment la rue du 8 mai 1945, anciennement rue de la Chaussée, ainsi que la rue de l'Hôtel-Dieu. Traversant le rond-point Marcel-Dassault, il bifurque vers la droite et se termine à la Seine, à nouveau sur le quai de Bezons.

## Origine du nom
Ce boulevard a été nommé en hommage à l'abbesse Héloïse, par décision du conseil municipal du 1er août 1866.

## Historique

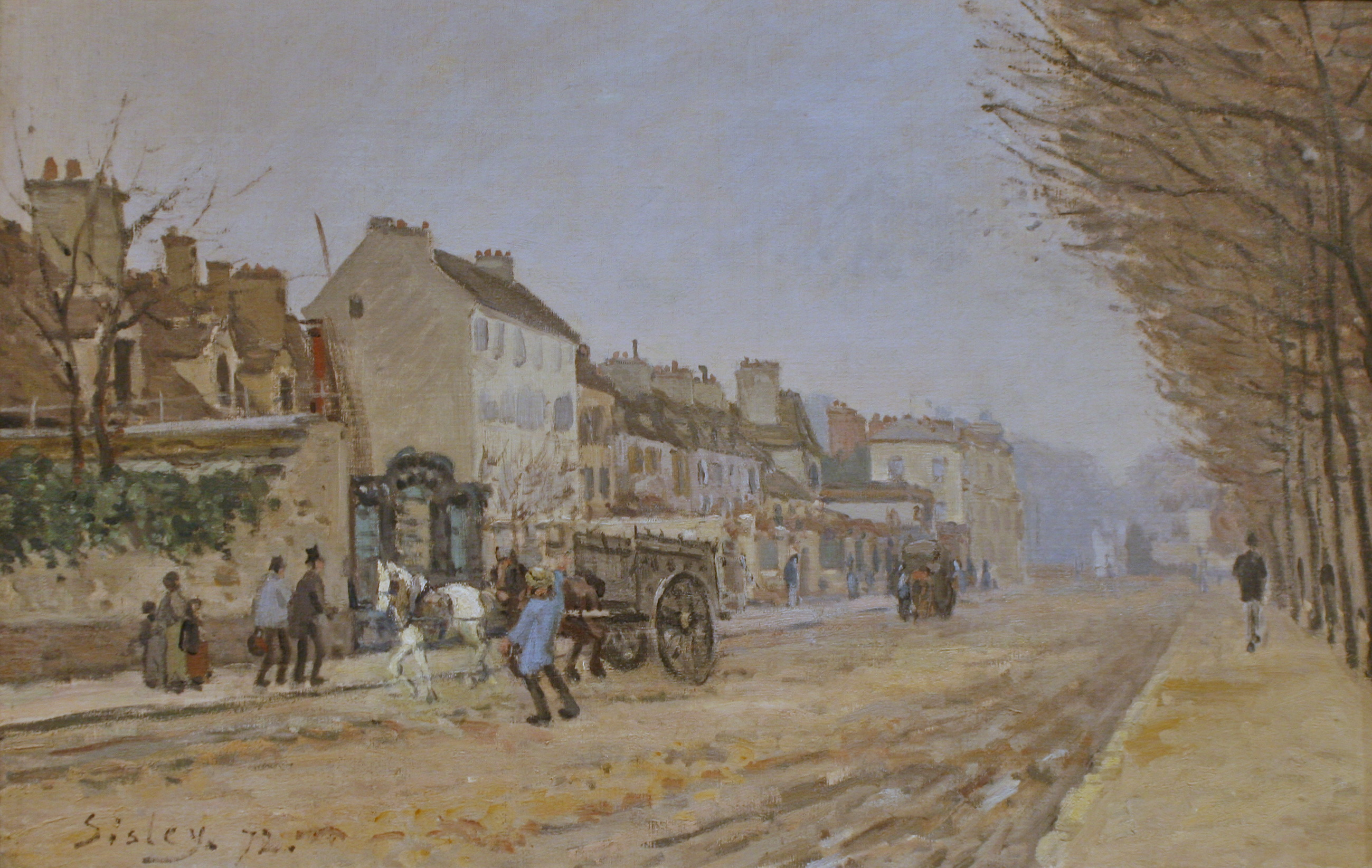
Boulevard Héloïse, Argenteuil, œuvre d'Alfred Sisley, 1872.

Cette voie de communication a été créée sur un ancien bras de la Seine, qui séparait la rive de l'île Héloïse.
Une épidémie de paludisme en 1783 poussa la municipalité à le remblayer, ce qui fut fait en réutilisant les pierres de l'enceinte médiévale entre 1803 et 1816. L'île Héloïse fut ultérieurement transformée en un parc appelé Promenades et Quinconces d'Argenteuil, et quelques voies existantes y furent créées comme l'avenue de la Gendarmerie face au bâtiment du même nom, ou bien prolongées comme l'avenue des Boucheries (partie méridionale de la rue du 8 mai 1945), l'avenue de l'Hôtel-Dieu (rue éponyme) et l'avenue de Traverse (rue Alfred-Colas).
Parmi bien d'autres endroits d'Argenteuil qui reçurent la faveur des impressionnistes, ce boulevard a été représenté par les peintres Alfred Sisley et Claude Monet,.

## Bâtiments remarquables et lieux de mémoire

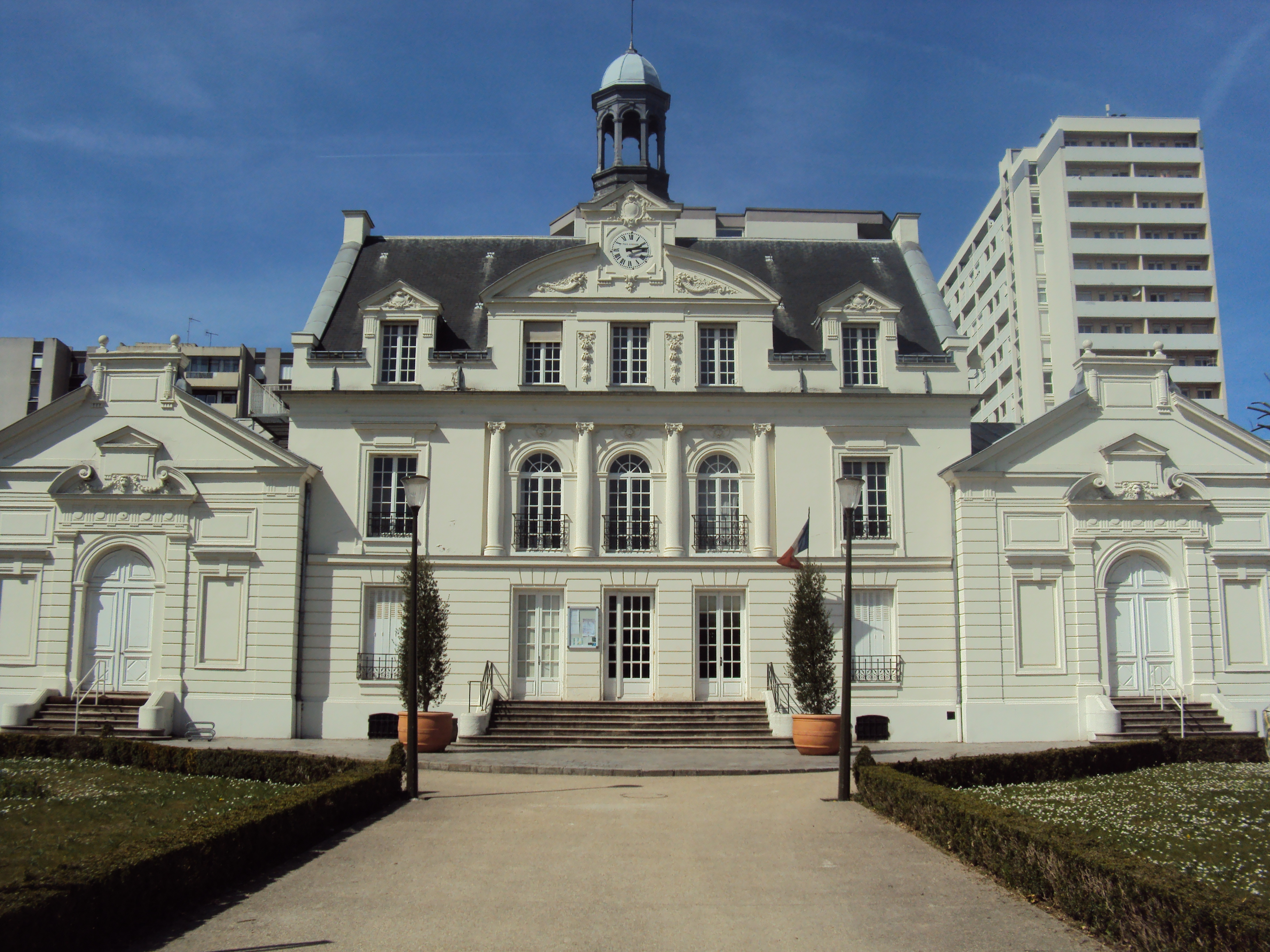
Conservatoire d'Argenteuil en 2013.

- Emplacement de l'ancienne abbaye Notre-Dame d'Argenteuil[9].
- Conservatoire d'Argenteuil. Il a été créé en 1966[10] dans les locaux de l'ancienne mairie.
- Fresque L'Homme du XXe siècle de Édouard Pignon, montée sur la Maison des Jeunes et de la Culture Gabriel-Péri, à l'angle de l'avenue Gabriel-Péri[11].
- Parc des Berges de Seine[12].
- Marché couvert d'Argenteuil.
- Espace culturel Jean-Vilar[13].